# Luchtmachtdagen

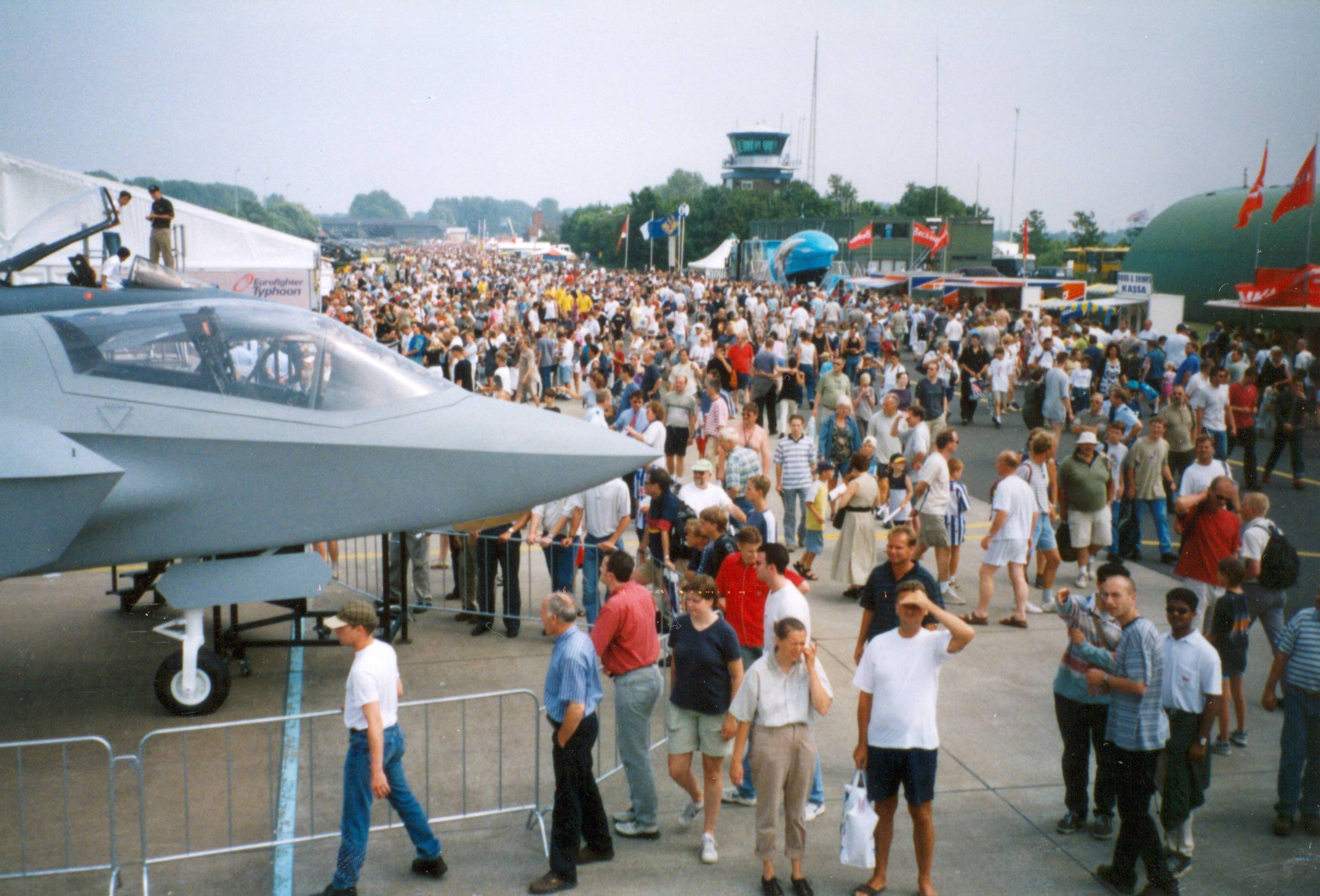
Open dag Luchtmacht 2001

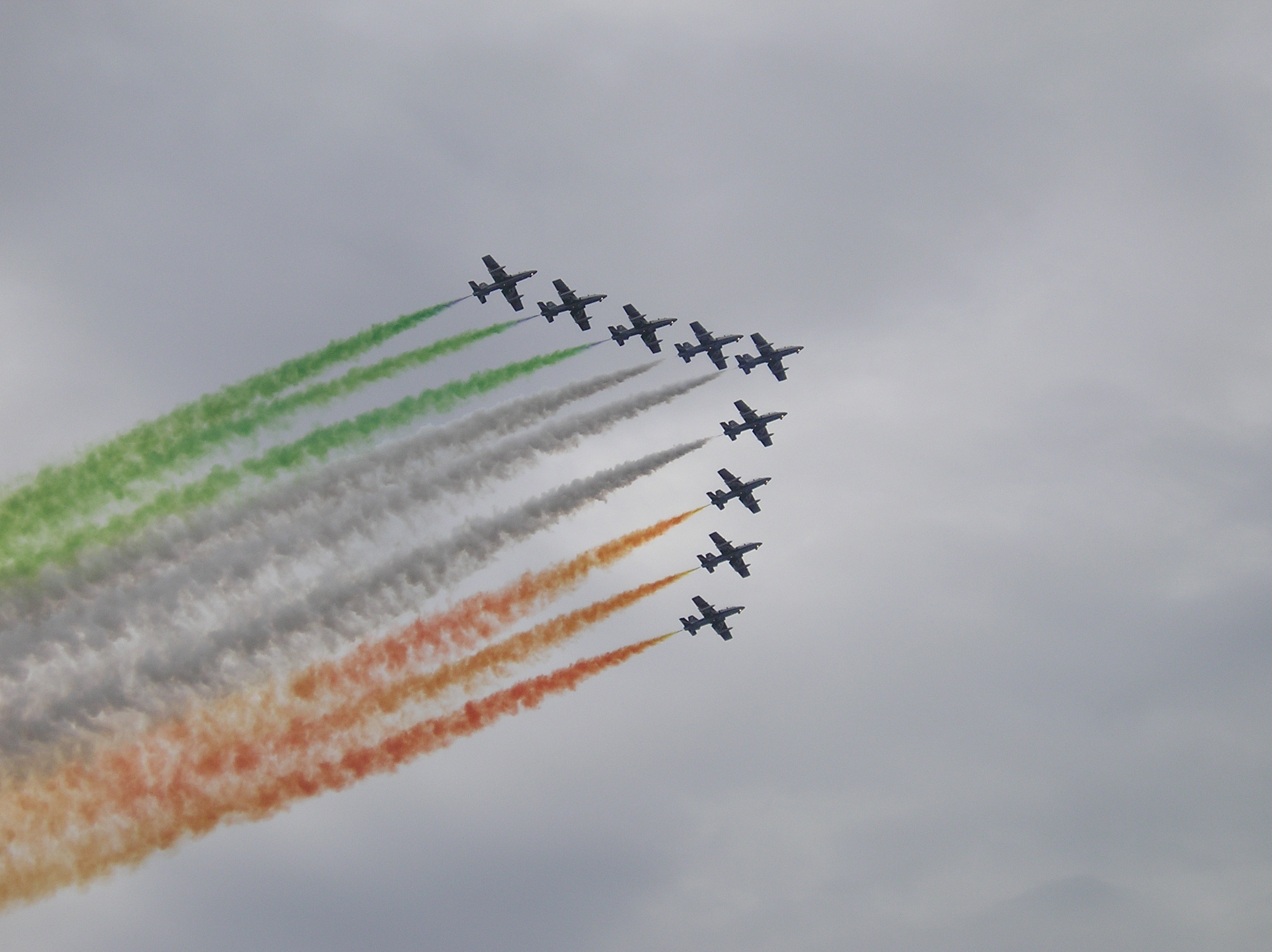
Open dag Luchtmacht 2004

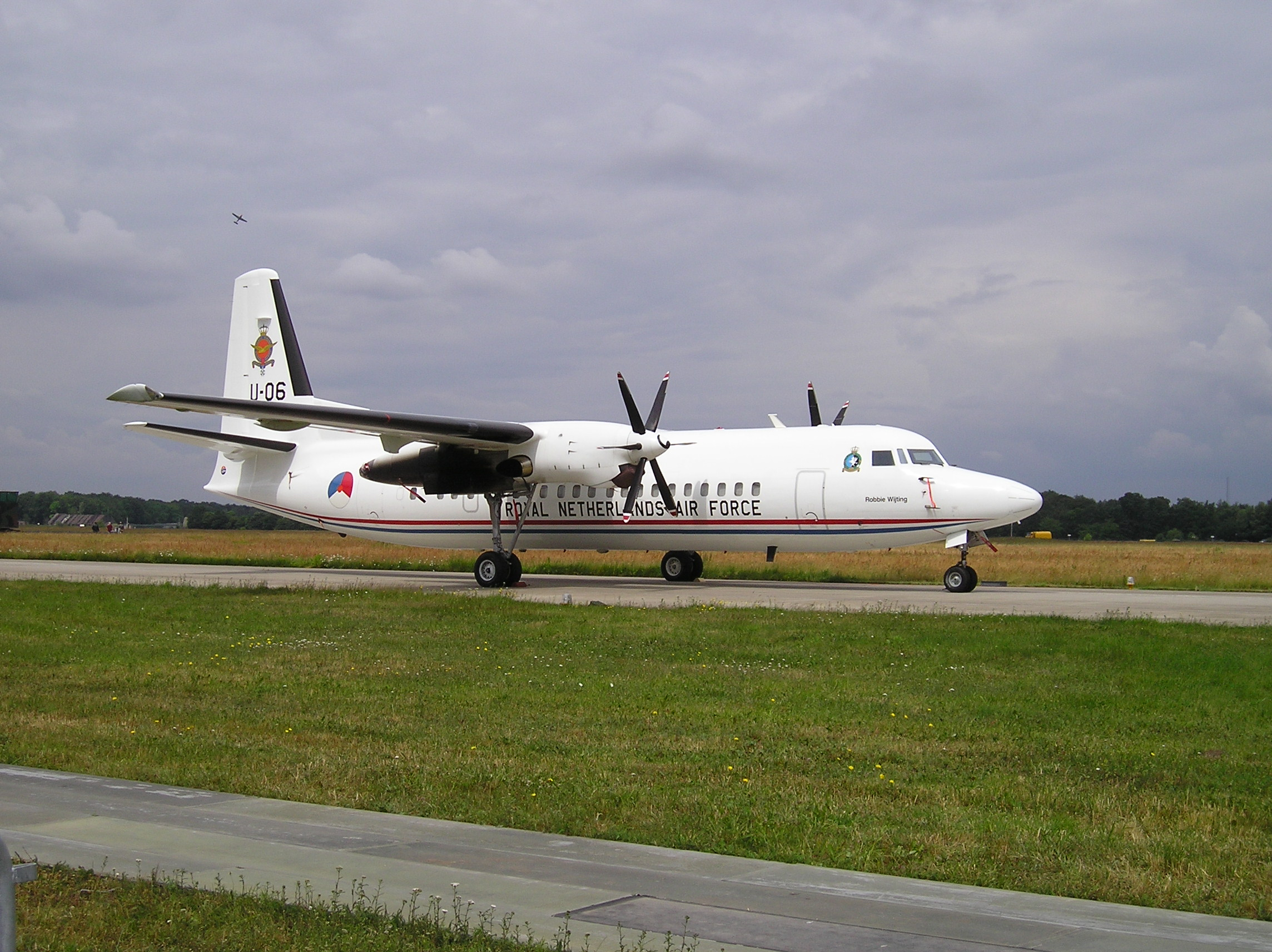
Open dag Luchtmacht 2004

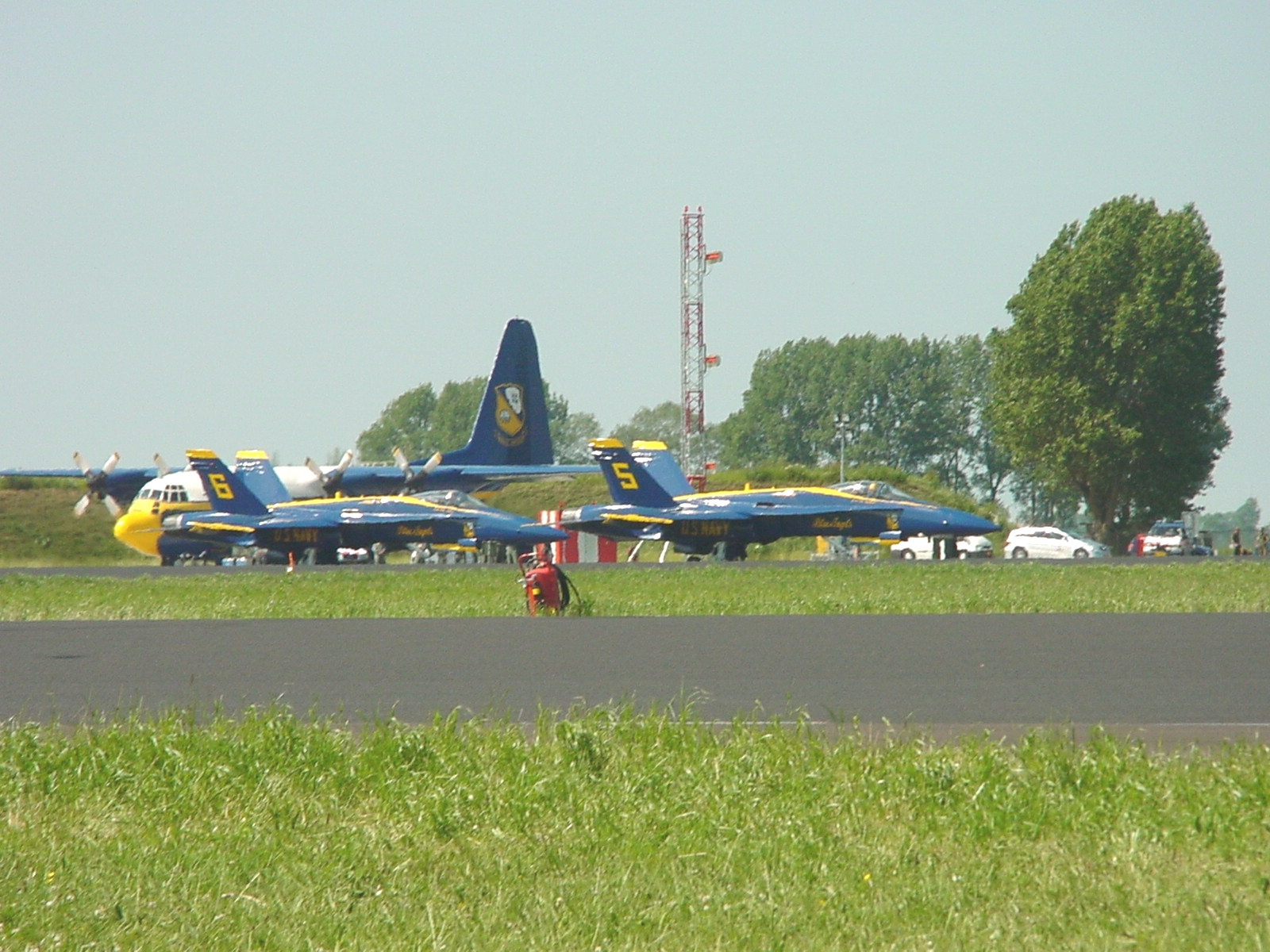
Open dag Luchtmacht 2006

De Luchtmachtdagen, tot 2008 bekend als Open Dagen Koninklijke Luchtmacht, was een evenement dat als opvolging van de ILSY-vliegfeesten jaarlijks door de Nederlandse Koninklijke Luchtmacht georganiseerd werd, meestal rond 1 juli. Deze dagen werden afwisselend gehouden op verschillende vliegbases, ze rouleerden vanaf 2004 tussen Vliegbasis Gilze-Rijen, Vliegbasis Volkel en Vliegbasis Leeuwarden. Er waren vliegshows en demonstraties en luchtmachtmaterieel was van dichtbij of van binnen te bekijken. Na 2019 zijn er geen Luchtmachtdagen meer georganiseerd. 

## Data en bezoekers
| Jaar | Locatie     | Bezoekers |
| ---- | ----------- | --------- |
| 1979 | Twenthe     |           |
| 1980 | De Peel     | 180.000   |
| 1983 | Deelen      |           |
| 1984 | Soesterberg |           |
| 1985 | Leeuwarden  | 200.000   |
| 1986 | Eindhoven   |           |
| 1987 | Twenthe     |           |
| 1988 | Deelen      |           |
| 1989 | Volkel      |           |
| 1990 | Leeuwarden  | 150.000   |
| 1991 | Twenthe     | 125.000   |
| 1992 | Gilze-Rijen | 125.000   |
| 1993 | Eindhoven   | 200.000   |
| 1994 | Leeuwarden  | 175.000   |
| 1995 | Volkel      |           |
| 1996 | Twenthe     | 150.000   |
| 1997 | Gilze-Rijen |           |
| 1998 | Leeuwarden  | 150.000   |
| 2000 | Volkel      |           |
| 2001 | Leeuwarden  |           |
| 2002 | Gilze-Rijen | 270.000   |
| 2003 | Twenthe     | 300.000   |
| 2004 | Volkel      | 295.000   |
| 2005 | Gilze-Rijen | 295.000   |
| 2006 | Leeuwarden  | 200.000   |
| 2007 | Volkel      | 240.000   |
| 2008 | Leeuwarden  | 165.000   |
| 2009 | Volkel      | 220.000   |
| 2010 | Gilze-Rijen | 250.000   |
| 2011 | Leeuwarden  | 182.000   |
| 2013 | Volkel      | 220.000   |
| 2014 | Gilze-Rijen | 245.000   |
| 2016 | Leeuwarden  | 280.000   |
| 2019 | Volkel      | 240.000   |
| 2021 | Gilze-Rijen | afgelast  |

## Edities

### 1988
Het thema van dit jaar was 'KLu-75', de 75ste 'verjaardag' van de Luchtmacht. Het zou de laatste Open Dag en de laatste airshow op de vliegbasis Deelen worden. Voor dit jubileumjaar had de luchtmacht meerdere demonstratieteams opgezet: het F-16 Solo Display Team, het NF-5-demoteam "Double Dutch", het Alouette-III demonstratieteam "Grasshoppers" en het demoteam met de Fokker F27 Friendship. Allen waren voorzien van feestelijke KLu-75 beschilderingen. Daarnaast gaven vliegtuigfabriek Fokker, KLM en verschillende bondgenootschappelijke luchtmachten acte de présence, op de grond en in de lucht. In de lucht waren onder andere de Frecce Tricolori, Red Arrows, Patrouille Suisse, het Amerikaanse TR-1A verkenningsvliegtuig en de F-111E jachtbommenwerper te zien.

### 1989
Het thema van 1989 was "10 jaar F-16 bij de Luchtmacht". Voor de gelegenheid waren F-16's uit de hele NAVO naar de vliegbasis Volkel gevlogen. Daarnaast waren op de 'static show' F-16's te zien met de squadron emblemen van alle jachtvlieg squadrons van de luchtmacht, ook de squadrons die op dat moment nog met de NF-5 vlogen. Deze show is vooral bekend vanwege de zogenaamde 'mass take-off', waarbij de vliegbasis maar liefst 36 F-16's in één grote golf liet vertrekken. Een dergelijk aantal is daarna nooit meer gehaald.

### 1990
In 1990 werd de Open Dag op de vliegbasis Leeuwarden gehouden. Tijdens deze show nam de luchtmacht na 20 jaar met een laatste formatie fly-by afscheid van de NF-5. Opmerkelijke gasten waren Air National Guard A-7 Corsairs en Deense Saab 35 Drakens op de grond. In de lucht vlogen onder andere een Boeing EC-135H 'Silk Purse', een Boeing B-52 en een B-1B Lancer. Deze laatste vloog tweemaal voor: eenmaal een standaard langzaam rondje, de tweede een onverwachte passage op hoge snelheid en met teruggevouwen vleugels na de passage van de B-52. Tevens was er een optreden van een B-25 Mitchell die net door de stichting DBAF vanuit de USA naar Nederland was gehaald. 

### 1991
In 1991 werd de Open Dag gehouden op de Vliegbasis Twenthe. Deze show stond geheel in het teken van de enige maanden er voor geëindigde Koeweitoorlog, beter bekend als "Desert Storm". Deelnemende landen lieten op de grond en in de lucht hun toestellen zien in de gebruikte woestijn-camouflage en oorlogsgraffiti (de zgn. 'nose-art'). In een aantal gevallen waren de sporen van woestijnzand nog zichtbaar. 

### 1992
In 1992 werd de Open Dag op de vliegbasis Gilze-Rijen gehouden. Gilze-Rijen was net begonnen aan de transitie van jachtvliegtuig-operaties naar helikopter operaties, vandaar dat er dat jaar een grote hoeveelheid NAVO-bondgenoten met helikopters waren gekomen. Ook was het het laatste jaar waarin het Amerikaanse 32e Fighter Squadron van de Vliegbasis Soesterberg met de F-15 Eagle deelnam. Op dat moment opmerkelijke deelnames kwamen van een Portugese Northrop T-38 Talon, een Tsjechoslovaakse MiG-29 en een Amerikaanse McDonnell Douglas KC-10 Extender op de grond en fly-by van een Lockheed P-3 Orion van de Marine Luchtvaartdienst in jubileumbeschildering en van een Alouette-III van de Leeuwardense SAR-vlucht.

### 1993
In dit jaar werd de Open Dag, voorlopig voor het laatst, op de Vliegbasis Eindhoven gehouden. Bijzonder aan deze open dag was de aanwezigheid van een F-117 Stealth Fighter op de static show en een vliegdemonstratie van dit toestel. Andere toestellen die toen onder andere op de static show stonden waren een Hongaarse Mig-23 en een Britse Handley Page Victor. In de lucht waren onder andere de Patrouille Suisse, toen nog uitgerust met de Hawker Hunter, te zien en een F-8 van de Franse marine.

### 1994
In 1994 werd de Open Dag gehouden op de Vliegbasis Leeuwarden. Tijdens deze Open dag werden de nieuwe SAR helikopters van het type Agusta AB412 en de nieuwe Lockheed C-130 Hercules geïntroduceerd bij het grote publiek. Op de static show stonden verder een Britse Canberra bommenwerper (omgebouwd tot elektronisch storingsplatform), een Britten-Norman BN2 Islander met opvallend grote radarneus en verschillende Oost-Europese militaire vliegtuigen voorzien van opvallend grote sponsor-stickers. Demonstraties werden onder andere voorgevlogen door de "Grasshoppers" met hun Alouettes en het F-27 Friendship Demo Team van de Koninklijke Luchtmacht, Een Tsjechische MiG-21 en een BAE Nimrod van de Royal Air Force.

### 1995
De Open Dag van 1995 werd gehouden op de vliegbasis Volkel. Tijdens deze show vond het enige Nederlandse optreden van het Slovaakse demonstratieteam "Biele Albatrosy" met de Aero L-39 Albatros plaats. Op de grond waren onder andere een voormalig Oost-Duitse MiG-29 Fulcrum-A van de Duitse Luftwaffe en een MiG-29UB Fulcrum-B trainer van de Slovaakse luchtmacht te vinden. 

### 1996
De Open Dag van 1996 vond plaats op vliegbasis Twenthe. Opvallende deelnemers aan deze Open Dag waren de Zweedse luchtmacht -met een Saab 105 en een Saab-35 Draken- en een Hongaarse MiG-29 Fulcrum. Het was ook de Open Dag waarin nieuwe types in de luchtmachtvloot werden voorgesteld: de Fokker 50 en 60, de KDC-10, de Gulfstream IV, de CH-47 Chinook en de Aerospatiale Cougar Mk II. Daarnaast gaf de Dutch Dakota Association acte de présence met haar DC-3 en DC-4 vliegtuigen.

### 1997
In 1997 werd de Open Dag gehouden op de vliegbasis Gilze-Rijen. Dit was voor de vliegbasis de eerste na de transitie tot helikopter basis, maar daar was in de samenstelling van de bezoekende vliegtuigen niets van te merken. Opvallende deelnemers waren een Grumman EA-6B Prowler, een Grumman F-14 Tomcat en een tweetal F/A-18C Hornets van de Amerikaanse marine, toestellen die normaal gesproken op een vliegdekschip staan en dus niet zo veel in Nederland te zien waren. Een ander toestel dat Nederland niet vaak aandoet was een Pilatus PC-9 van de luchtmacht van Slovenië.

### 1998
De Open Dag van 1998 op de vliegbasis Leeuwarden was de laatste waarop de F-16 in de oorspronkelijke uitvoering operationeel te zien en te horen was. Ter gelegenheid van de conversie naar MLU (Mid Life Update) van de F-16 had de luchtmacht een F-16 voorzien van een speciale beschildering: aan een kant blauw met witte wolken, aan de andere kant zwart met gouden sterren. Hiermee wilde de Luchtmacht uitdrukken dat de aanstaande MLU configuratie inzet bij dag en nacht mogelijk maakte. Vier reeds geconverteerde toestellen gaven in de lucht een indruk van wat de mogelijkheden van de update waren: zij kruisten elkaar met dank aan de nieuwe boordcomputer binnen enkele seconden en binnen enkele tientallen meters van elkaar. Speciale bezoekers van deze Open Dag waren een Canadese CP-140 Aurora, een Zweedse Saab 37 Viggen en een Sloveense Agusta AB412.

### 2000
Nadat de Open Dag van 1999 afgelast werd vanwege de luchtoorlog in Kosovo, vond de volgende Open Dag plaats op Gilze-Rijen. Naast de DC-3 en DC-4 van de DDA was er ook een historische Douglas A-26 Invader aanwezig. Vermeldenswaardig is dat op deze Open Dag van de McDonnell-Douglas Helicopters Apache zowel een AH-64A als een nieuwe AH-64D van de Koninklijke Luchtmacht werden gepresenteerd.

### 2001
Vliegbasis Leeuwarden was gastheer tijdens de Open Dag van 2001. Tijdens deze editie bracht de Franse luchtmacht haar nieuwe Rafale jachtvliegtuig mee. De Hawk T.1's van de Red Arrows, de Northrop F-5E Tigers van de Patrouille Suisse en de vliegers van het Poolse Team Orlik verzorgden de nodige spectaculaire formatievluchten.

### 2002
Gilze-Rijen was wederom gastheer voor de Open Dag in 2002. Tijdens deze Open Dag verzorgde de vliegbasis een luchtlanding met vuursteun door F-16's. Het realisme werd flink verhoogd door het gebruik van ontploffingen met grote vuurballen, die suggereerden dat er daadwerkelijk wapen-inzet plaatsvond.

### 2003
In 2003 werden de Open Dagen gehouden op de Vliegbasis Twenthe. Thema was 100 jaar luchtvaart, 90 jaar Nederlandse luchtmacht waarvan 50 jaar Koninklijk. Ter gelegenheid hiervan gaven grote Europese demonstratieteams zoals de Red Arrows, Frecce Tricolori, Patrouille de France, Patrouille Suisse, Patrulla Águila en het Orlik Aerobatic Team acte de présence. Daarnaast werden ook diverse solo displays uitgevoerd, onder andere door een Duitse F-4 Phantom, van het nabijgelegen vliegveld Hopsten, een Mig-29 uit Hongarije en een Zweedse Gripen. Bijzondere bezoekers die men kon bezichtigen op de static show waren onder andere een tweetal NF-5 vliegtuigen van de Turkse luchtmacht en een aantal CF-188's uit Canada. In de Airpower demo van dat jaar waren voor het laatst Nederlandse Bo-105 helikopters te zien. Deze dagen waren een groot succes. Het waren echter de laatste die op Twenthe gehouden werden; om de maandagochtend na de show werd het personeel op de hoogte gebracht van de voorgenomen sluiting van de vliegbasis.

### 2004
De Open Dag op Vliegbasis Volkel had in 2004 als thema "25 jaar F-16". Op de static show stond een afgeschreven F-16A (van voor de MLU) die voor de gelegenheid in het kleurenschema van het allereerste F-16 prototype in 1974 (zij het met Nederlandse titels en herkenningstekens in plaats van Amerikaanse) was geschilderd. Liefst 4 display teams traden op die dag: de Frecce Tricolori met hun Aermacchi MB-339, Patrouille de France met Alpha Jets, de Red Arrows met Hawks en het civiele Breitling Jet Team met Aero L-39's.

### 2005
Tijdens de Open Dagen van 2005 op de vliegbasis Gilze-Rijen stond op de static een klein en niet zo opvallend vliegtuigje: een Gomhouria Mk8 (een in Egypte in licentie gebouwde Zlín 381, die weer een Tsjechoslovaakse licentiebouw was van de Bücker Bü181 Bestman) van de Egyptische luchtmacht. Het toestel was al buiten dienst gesteld toen het gedeclassificeerd was: Egypte wilde niet dat Israël uit zou vinden dat ze een eigen vliegtuigindustrie hadden opgetuigd. Het toestelletje werd gebracht door een Egyptische C-130H en werd tijdens de Open Dag de gehele dag begeleid door twee Egyptische vliegers. De Red Arrows, de Royal Jordanian Falcons en Team Breitling verzorgden een visueel aantrekkelijk spektakel bij hun formatievluchten. 

### 2006
In 2006 vlogen de Blue Angels tijdens de Open Dagen op Vliegbasis Leeuwarden. Het was voor het eerst in decennia dat dit demonstratieteam van de US Navy haar kunsten vertoonde in het Nederlandse luchtruim en het enige optreden in Europa in 2006. Dit team bestond in 2006 60 jaar en kregen een tribuut verzorgd door de Red Arrows van de Royal Air Force van het Verenigd Koninkrijk. Daarnaast waren de Asas de Portugal, Patrouille de France, Finnish Midnight Hawks, Patrouille Suisse, Royal Jordanian Falcons en Team 2Excel aanwezig. Op de static was een Eurofighter 2000 van de Duitse Luftwaffe te bewonderen.

### 2007
Op 15 en 16 juni 2007 werden de Open Dagen op de Vliegbasis Volkel in Noord-Brabant georganiseerd met als thema nationale veiligheid. Hier waren onder andere de demonstratieteams Turkish Stars, het Breitling Jet Team en het Zwitserse PC-7 Team aanwezig en voerden de Nederlandse, Zwitserse en Spaanse luchtmachten solo displays uit. Verder waren op de grond onder andere een Poolse Su-22 Fitter, een Franse Mirage 2000 en een Amerikaanse KC-135 Stratotanker te zien en werd een aanval op het vliegveld nagebootst door een aantal F-16's, waarbij op de eerste dag een F-16 een voorzorgslanding moest maken nadat het toestel een vogel raakte.

### 2008
Op 20 en 21 juni 2008 werden de Luchtmachtdagen gehouden op Vliegbasis Leeuwarden. Het thema was 95 jaar Koninklijke Luchtmacht. Hoofdact van het vliegprogramma was het Italiaanse demonstratieteam Frecce Tricolori.

### 2009
Op 19 en 20 juni werden de Luchtmachtdagen opnieuw gehouden op Vliegbasis Volkel. Hoogtepunt was een vliegdemonstratie van de Avro Vulcan bommenwerper uit Engeland, die sinds enige tijd weer in vliegwaardige staat gebracht was. De aanwezigheid op Volkel was en bleef het enige buitenlandse optreden van de Vulcan die ook een fly-by verzorgde met een Hawker Hunter en een F-16. Een andere bijzondere fly-by was die van een KLM Boeing 737 met een vijftal KLu F-16's.

### 2010
Op 18 en 19 juni werden de Open Dagen georganiseerd op Vliegbasis Gilze-Rijen. Ze stonden in het teken van het 100-jarig bestaan van deze vliegbasis.

### 2011
Op 16 en 17 september werden de Luchtmachtdagen op Vliegbasis Leeuwarden georganiseerd onder het motto 'De toekomst hangt in de lucht'.

### 2013
Op 14 en 15 juni 2013 vonden de Luchtmachtdagen op Vliegbasis Volkel plaats. Deze stonden in het teken van 100 jaar militaire luchtvaart. Een van de hoogtepunten was het voorvliegen van een KLM Boeing 737 geëscorteerd door tien F-16's van de Koninklijke Luchtmacht.

### 2014
Op 20 en 21 juni werden de Luchtmachtdagen op Vliegbasis Gilze-Rijen georganiseerd onder het motto 'Operatie Luchtsteun'. Hoogtepunten waren een optreden van het Patrulla ASPA demoteam van de Spaanse luchtmacht met vijf EC-120 Colibri helikopters en een gesimuleerde onderschepping van een Arkefly Boeing 787 Dreamliner door een KLu F-16.

### 2016
Op 10 en 11 juni werden de Luchtmachtdagen georganiseerd op Vliegbasis Leeuwarden. Als thema werd gekozen: 'Operatie Luchtsteun, Internationale samenwerking en Goed nabuurschap'. Tijdens deze Luchtmachtdagen werden de eerste twee Nederlandse Lockheed Martin F-35 jachtvliegtuigen aan het grote publiek voorgesteld waarbij onder andere door een F-35 een flypast werd verzorgd met een F-16 en een historische Spitfire. Voorafgaand aan de show tijdens de training op 9 juni zijn twee F-5E's van de Patrouille Suisse met elkaar in botsing gekomen waarna een van de vliegtuigen is neergestort buiten de vliegbasis, de vlieger heeft zich met zijn schietstoel kunnen redden. Het andere toestel is weer veilig maar beschadigd geland op vliegbasis Leeuwarden.

### 2017
Op 12 oktober 2016 verklaarde een woordvoerder van de Luchtmacht dat de geplande Luchtmachtdagen 2017 op vliegbasis Volkel niet zouden plaatsvinden. De Koninklijke Luchtmacht wil zich het komend jaar vooral concentreren op het herstel van de inzetbaarheid, innovatie en de overgang naar de 5e generatie luchtmacht. Dit zijn volgens Commandant Luchtstrijdkrachten luitenant-generaal Dennis Luyt de belangrijkste redenen om de Luchtmachtdagen te annuleren.

### 2019
De Luchtmachtdagen 2019 vonden op 14 en 15 juni plaats op de Vliegbasis Volkel. Hier waren onder andere de demonstratieteams Red Arrows, Patrouille de France, Patrouille Suisse en Red Devils te zien en waren er optredens van een USAF C-17 transportvliegtuig, een Italiaanse T-346 straaltrainer en een Saab Viggen van de Swedish Air Force Historic Flight.

### 2021
De Luchtmachtdagen 2021, gepland voor Gilze-Rijen, werden vanwege de coronapandemie geannuleerd.